# كناك برودكشنز
إيتشي كوربوريشن  (باليابانية: 株式会社ICHI) المعروف سابقًا باسم كاناك برودكشن (باليابانية: ナック, 株式会社KnacK) حتى أغسطس 2008، هو استوديو رسوم متحركة ياباني، تأسس 25 سبتمبر عام 1967 من قبل مجموعة من الموظفين السابقين في توي أنيميشن وموشي برودكشن، ويقع مقره في مدينة نيريما، طوكيو.

## أعمال الاستوديو

### مسلسلات أنمي تلفزيونية
- غزاة من الفضاء (جونغر) (1972–1973)
- الرحالة الصغير (1978–1979)
- مغامرات ساسوكي (1979–1980)
- العائلة السعيدة (1986–1987)

### أوفا
- باكي الخطاف (1994)
- الغواصة 707 (1997)

## وصلات خارجية
- الموقع الرسمي
- كناك برودكشنز على موقع ANN company (الإنجليزية)